# Lucas Rangel
Lucas Rangel (Belo Horizonte, 20 de maio de 1997) é um influenciador digital, empreendedor e criador de conteúdo brasileiro. Ganhou notoriedade ao produzir vídeos curtos e humorísticos na extinta plataforma Vine e, desde então, construiu uma carreira consolidada nas redes sociais, televisão e no empreendedorismo.

## Início da carreira
Lucas iniciou sua trajetória em 2013, aos 16 anos, criando vídeos cômicos e satíricos sobre o cotidiano no Vine. Um de seus personagens mais populares foi a "Menina Burra", que ajudou a alavancar sua audiência. Rapidamente, tornou-se o viner mais assistido da América Latina. Com o encerramento da plataforma, migrou seu conteúdo para o YouTube, onde passou a publicar vídeos de pegadinhas e esquetes envolvendo sua família e amigos.

## Expansão e popularidade
Em 2015, Rangel atingiu um novo patamar na carreira ao fechar sua primeira campanha publicitária com a Coca-Cola. No mesmo ano, lançou seu primeiro livro, O Sensacional Livro Antitédio do Lucas Rangel, voltado para o público infantojuvenil.
Ainda em 2015, fundou, ao lado do pai, Alex Rangel, a agência de publicidade LR Contents, com sede em Belo Horizonte, sua cidade natal. A empresa gerencia sua carreira e a de outros influenciadores.
O influenciador produz conteúdo e estrela campanhas para empresas do porte de Coca-Cola, McDonald’s, Disney e Amazon.
"os vídeos de Lucas Rangel são vistos em vários lugares do mundo e se tornaram uma grande vitrine para divulgação de grandes marcas nacionais e internacionais. O humor limpo, sem palavrões, e também sem duplo sentido, tornaram-se a marca de Lucas Rangel. Uma demonstração de que não é necessário fazer humor de baixa qualidade e com palavras pejorativas para alcançar o sucesso." UFJF Notícias, 2016.

## Projetos audiovisuais
Lucas também criou conteúdos de sucesso com o grupo “Os Flops”, formado por amigos influenciadores. O grupo lançou o filme Flops – Uma Comédia Musical no YouTube, seguido pelo longa Flops – Agentes Nada Secretos, produzido pela Netflix em 2020.
Na televisão, apresentou em 2016 o quadro Rangel, Câmera e Ação, exibido no programa Mundo Disney, do SBT. Com o desejo de aprimorar sua formação, cursou direção e produção de conteúdo na New York Film Academy, em Los Angeles. No teatro, Lucas levou para várias cidades do Brasil sua peça "Não são só seis segundos”.
Na sequência, produziu webséries como Qual o Próximo Youtuber de Sucesso?, A Ilha dos Famosos e Qual o Próximo TikToker de Sucesso?, todas com ampla repercussão e milhões de visualizações.

## Empreendedorismo e inovação
Sempre atento às tendências digitais, Lucas Rangel foi um dos primeiros influenciadores brasileiros a criar um avatar próprio para o universo virtual. Em 2022, lançou sua linha de skincare chamada Essential By Lucas Rangel, inspirada em seu cuidado com a pele durante a pandemia.
Com mais de 50 milhões de seguidores somando todas as redes sociais, produz conteúdos voltados para o Instagram e o TikTok, incluindo quadros de reviews de brinquedos e gadgets, além de compartilhar seu cotidiano, viagens e shows. Já foi indicado ao Tiktok Awards em 2024.
Destaca-se também pelo quadro em que experimenta diferentes profissões por um dia, vivenciando rotinas como a de lixeiro, caixa de supermercado, vendedor de trufas, banhista e tosador de cães, entre outras.

## Vida pessoal
Lucas é casado com o também influenciador Lucas Bley, o casal se casou em novembro de 2024 e em maio de 2025 anunciaram que vão ser pais pela primeira vez. O casal frequentemente aparece junto nas redes sociais, compartilhando momentos do dia a dia com bom humor. Atualmente, Lucas apresenta o quadro PodEntrar, no canal do podcast PodDelas da influenciadora Tata Estaniecki.